# Groupie
Con il termine groupie si sono identificate, a partire dagli anni sessanta, le ragazze che accompagnavano le rockstar in gran parte delle loro tournée, assecondandone con entusiasmo lo stile di vita, e divenendo quindi vere e proprie componenti del loro entourage.
Le groupie erano delle fan molto giovani, anche minorenni, le quali, oltre ad amare particolarmente la musica di un certo rocker o di diversi artisti, li seguivano nei loro tour, irresistibilmente attratte dal loro carisma, diventandone infatuate sostenitrici ed intime amiche. Il termine deriva dalla parola group (gruppo musicale) .

## Storia e descrizione
Le groupie divennero presto un fenomeno sociale grazie alla fama che raggiunsero alcune di esse, in particolare Pamela Des Barres (incoronata come la prima vera groupie della storia), Courtney Love, Nancy Spungen, Jenny Fabian, Bebe Buell, Alycen Rowse, Cynthia Plaster Caster. Cynthia, oltre a concedersi alle efferatezze sessuali delle star, ebbe l'insolita intuizione di fare dei calchi in gesso ai loro genitali, i quali divennero presto un fenomeno artistico largamente diffuso dagli anni '70 negli Stati Uniti d'America e nel Nord Europa.
Le groupie erano ragazze disposte a tutto per il loro amore verso una band o un artistae, quando non impegnate nei backstage, svolgevano una vita generalmente normale. Talvolta sono state etichettate come prostitute da tournée, ma difficilmente richiedevano denaro in cambio di prestazioni sessuali, poiché si concedevano ai loro idoli, non ritenendo i propri atteggiamenti segno di facili costumi, nonostante fossero spesso visti come promiscui.
In realtà quello delle groupie fu un fenomeno piuttosto complesso: erano mosse da motivazioni varie, dalla ricerca di una miscela di successo e di nuovi modi di usare il proprio corpo e pure a fatali attrazioni verso le carismatiche figure rock. Furono infatti protagoniste nella rivoluzione culturale e sessuale dei settanta e riuscirono a portare il nuovo modo di vedere il sesso sulle copertine dei giornali. A dispetto della loro immagine apparentemente superficiale nella vita delle rock star, non così di rado è successo che delle groupie si siano sposate con le rock star in questione a causa del feeling creatosi durante gli innumerevoli tour: ad esempio è accaduto a Bee Gees, Aerosmith, e a David Bowie (sposatosi con Angie, ragazzina che per due anni aveva seguito i suoi concerti).
È necessario inoltre avanzare una distinzione tra groupie e roadie; i roadie sono infatti coloro che, più semplicemente, seguono la band on the road e ne costituiscono l'entourage rendendosi utili (ma che le case discografiche devono necessariamente pagare). E sono anche i migliori amici delle groupie, poiché sono fonte di backstage pass e raccomandazioni.
Sulle groupie sono stati girati diversi film, fra i primi Groupie, sesso a domicilio (Ich ein Groupie, 1971) di Erwin C. Dietrich; celebre invece Quasi famosi (2000), di Cameron Crowe, che vinse il premio Oscar alla migliore sceneggiatura originale, e che rappresenta molto bene il crudo e complesso ambiente delle icone del rock.
Questa, per concludere, è la dichiarazione di Kate Hudson, l'attrice nominata al Premio Oscar che ha interpretato la groupie Penny Lane nel film sopracitato.

## Canzoni
Sulle groupie, com'è immaginabile, sono state scritte molte canzoni da parte delle rock star, tra le quali:
- Ruby Tuesday (1967), Rip This Joint (1972) e Star Star (1973) dei Rolling Stones
- Living Loving Maid (She's Just a Woman) (1969), Black Dog (1971) e Sick Again (1975) dei Led Zeppelin
- Summer '68 (1970) e Young Lust (1979) dei Pink Floyd
- Lady D'Arbanville (1970) di Cat Stevens
- And So to Bed (1970) degli Atomic Rooster
- What Kind of Girl Do You Think We Are? (1971) e Crew Slut (1979) di Frank Zappa
- We're an American Band (1973) dei Grand Funk Railroad
- Five Short Minutes (1973) di Jim Croce
- Whole Lotta Rosie (1977) degli AC/DC
- Plaster Caster (1977) dei Kiss
- Rosie (1977) di Jackson Browne
- Fat Bottomed Girls (1978) dei Queen
- Billie Jean (1982) e Dirty Diana (1987) di Michael Jackson[11]
- It's So Easy (1987) dei Guns N' Roses
- Look Away (1996) di Iggy Pop
- Boys in the Band (2004) dei Libertines
- Groupies (2010) dei Baustelle
- Groupie (2012) di Bob Sinclar
- Groupie Love (2017) di Lana Del Rey
- Groupie (2018) dei Canova
- Groupie (2018) di Beba
- Janie Is a Groupie (inedito) di Michael Jackson

## Film sul fenomeno groupie
Diversi pellicole si sono occupate del fenomeno, talvolta in chiave realistica, talvolta umoristici e a volte con toni fortemente sensazionalistici quando non moralistici, tra queste:
- Permissive regia di Lindsay Shonteff (1970)
- I Am a Groupie aka Groupie Girlregia di Derek Ford  (1970)
- Sesso a domicilio (Ich - Ein groupie) regia di Erwin C. Dietrich, Peter Baumgartner, Jack Hill (1970)
- The Groupies di regista sconosciuto  (1971)
- Confessions of a Male Groupie, or: How I Learned to Stop Worrying and Love the Electric Banana regia di Tom DeSimone (1971)
- Bummer aka The Sadist regia di William Allen Castleman (1973)
- Quasi famosi (Almost Famous) regia di Cameron Crowe (2000)
- Due amiche esplosive (The Banger Sisters) regia di Bob Dolman (2002)